# 넓은머리가시쥐
넓은머리가시쥐(Clyomys laticeps)는 가시쥐과에 속하는 남아메리카 설치류이다. 넓은머리가시쥐속의 현존하는 유일종이다.

## 특징
몸길이는 15~30cm이고 꼬리 길이는 5~9cm, 몸무게는 180~334g이다. 짧은 귀와 다리 그리고 땅을 파기 쉽도록 적응된 강한 발톱을 가진 발을 갖고 있다. 털은 등에 산재해 있다. 몸 대부분은 반백의 불그스레하거나 누르스름한 색 또는 검은색을 띠며, 하체 쪽은 연한 회색부터 거의 흰색을 띤다.

## 분포 및 서식지
넓은머리가시쥐는 브라질 남부와 파라과이 동부의 토착종으로 해발 1100m 이하의 앞이 트인 잡목 서식지에서 서식한다. 분포 지역에서 범람하지 않은 초원과 앞이 트인 수관층 사바나 삼림 지역의 땅이 부드러워 굴을 파기 좋은 지역에서만 발견된다.

## 생태 및 습성
무리를 지어 생활하고, 땅 속에서 대부분의 시간을 보낸다. 굴은 크고 비교적 복잡하며, 갱도 폭은 8~9cm이고 풀 또는 먹이 저장소가 있는 하나 또는 그 이상의 85cm 정도의 나선형으로 내려 가는 둥지 갱도를 판다. 초식 동물로 먹이는 주로 외떡잎식물이다. 계절성 번식을 하며 매년 한 두 마리의 새끼를 낳고, 우기철 끝 무렵에 젖을 떼는 것으로 추정된다.